# Brian Poth

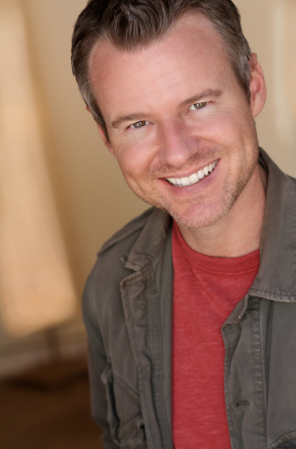
Brian Poth

Brian Eugen Poth (* 9. Juni 1975 in Tulare, Kalifornien) ist ein US-amerikanischer Schauspieler, bekannt durch seine Rolle als Tyler Jenson aus CSI: Miami.

## Leben und Karriere
Brian Poth trat bereits in jungen Jahren als Tänzer in der Kinder-Show Kids Incorporated auf. Dafür musste er wöchentlich nach Los Angeles gefahren werden. Nach seiner Schulzeit zog er dann dauerhaft in diese Stadt und erwarb 1997 Abschlüsse in Filmproduktion und TV-Drehbuchschreiben von der Loyola Marymount University.
Seine ersten wichtigen Gastrollen spielte er 1998 in Buffy – Im Bann der Dämonen und 2001 in Six Feet Under – Gestorben wird immer. Zwei Jahre darauf wurde Poth für die wiederkehrende Rolle des Tyler Jenson in CSI: Miami gecastet. Diese Rolle hatte er für 30 Episoden inne. Seitdem folgten weitere Gastauftritte in Serien wie Prison Break, CSI: NY, True Blood, Bones – Die Knochenjägerin, Criminal Minds und Aquarius.

## Filmografie (Auswahl)
- 1984–1988: Kids Incorporated (Fernsehserie)
- 1988: Unter der Sonne Kaliforniens (Knots Landing, Fernsehserie, Episode 10x04)
- 1998: Teen Angel (Fernsehserie, Episode 1x15)
- 1998: Buffy – Im Bann der Dämonen (Buffy, Fernsehserie, Episode 2x19)
- 1998: Melting Pot
- 2000: Dean Quixote
- 2000: X-Factor: Das Unfassbare (X-Factor, Fernsehserie, 1 Episode)
- 2000: Boys, Girls and a Kiss
- 2000: Für alle Fälle Amy (Judging Amy, Fernsehserie, 2 Episoden)
- 2001: Six Feet Under – Gestorben wird immer (Six Feet Under, Fernsehserie, 2 Episoden)
- 2002: Akte X – Die unheimlichen Fälle des FBI (The X-Files, Fernsehserie, 9x14)
- 2003: Polizeibericht Los Angeles (Dragnet, Fernsehserie, 1x06)
- 2003–2005: CSI: Miami (Fernsehserie, 30 Episoden)
- 2004: The West Wing – Im Zentrum der Macht (The West Wing, Fernsehserie, Episode 5x18)
- 2006: Crossing Jordan – Pathologin mit Profil (Crossing Jordan, Fernsehserie, Episode 5x14)
- 2007: Cold Case – Kein Opfer ist je vergessen (Cold Case, Fernsehserie, Episode 5x10)
- 2008: Prison Break (Fernsehserie, Episode 4x06)
- 2008: CSI: NY (Fernsehserie, Episode 5x04)
- 2009: Angel of Death
- 2010: Grey’s Anatomy (Fernsehserie, Episode 6x20)
- 2013–2014: True Blood (Fernsehserie, 3 Episoden)
- 2014: Bones – Die Knochenjägerin (Bones, Fernsehserie, Episode 10x06)
- 2015: Criminal Minds (Fernsehserie, Episode 10x15)
- 2015: Aquarius (Fernsehserie, 2 Episoden)
- 2016: Castle (Fernsehserie, Episode 8x21)
- 2018: Vice – Der zweite Mann (Vice)